# محمد الحماد
 محمد الحماد (مواليد 3 سبتمبر 1989 في العراق)، هو لاعب كرة قدم عراقي يلعب لنادي النواعير السوري كمهاجم.